# 京都芸術大学附属高等学校
京都芸術大学附属高等学校（きょうとげいじゅつだいがくふぞくこうとうがっこう、英語：Kyoto University of the Arts Senior High School）は、京都芸術大学の附属高等学校である。同大学同様に「京都芸大附属」「京芸附属」の名称は使用しない。京都芸大及び京芸は京都市立芸術大学の略称として用いられる。
通信制高校だが、週3日の通学と自宅学習を組み合わせた教育課程が設定されている「新普通科」と、京都または東京のキャンパスへの登校は年2回、動画視聴やレポートにオンラインで取り組む「じぶんみらい科」がある。

## 概要
旧名称は京都造形芸術大学附属高等学校。2019年8月27日、京都造形芸術大学は開学30年目となる2020年4月1日付で、大学名を京都芸術大学へ変更することを発表した。大学名の改名と同時に京都芸術大学附属高等学校へと改名した。創立年月日は2019年4月1日。
2025年4月に開設された「じぶんみらい科」は、文部科学省「新時代に対応した高等学校改革推進事業」を受けて設置された。

## 通信制
通信制高校だが、完全通学制かつクラス制である。自分のペースで学び、生活リズムを整えるという観点から、週3日を基本とした授業体系となっている「新普通科」と、動画視聴やレポートにオンラインで取り組む「じぶんみらい科」がある。
芸術大学が普通科の通信制高校を作った理由としては以下のように記載されている。

## ブログ情報
京都芸術大学附属高等学校の公式サイトにて投稿されているブログ（日々のできごと Days）には、学校生活やレポートについて、同好会活動の様子などが更新されている。

## 同好会活動
京都芸術大学附属高等学校の特徴として、同好会活動に力を入れていることが挙げられる。生徒自身が自ら行動し、考えることを重要としている。

### 学校創造同好会
京都芸術大学附属高等学校の生徒部。Instagramでは京都芸術大学附属高等学校や通信制高校にまつわる情報を数多く発信している。
Instagram
https://instagram.com/schoolcreation_kzh

### 演劇同好会
京都芸術大学附属高等学校の演劇部。クラウドファンディングにて資金調達を成功させ、卒業公演「咲き」を公演した。
Instagram
https://instagram.com/kua_engeki

### 【MICS】映像表現部
京都芸術大学附属高等学校の映像部。文化祭では過去についての映像作品「それから」を公開。ホームページを公開しており、様々なコンテンツや情報が豊富である。また京都芸術大学附属高等学校との共同制作を行なっていることを発表している。
公式サイト
https://kyotogeidaikou2107.wixsite.com/mics
Instagram
https://instagram.com/mics.eizou0719

### 美術創作同好会
京都芸術大学附属高等学校の美術部。
Instagram
https://instagram.com/kuashs_art.official

### その他の同好会
- ダンス同好会「Olive」
- 京都文化研究同好会
- 音楽同好会
- ゲームNEO同好会
- コスプレ同好会
- カフェ同好会
- USC
- 文芸同好会